# Currus
Currus – powóz konny używany w starożytnym Rzymie, rydwan:
- wóz dwukołowy otwarty z tyłu, dwumiejscowy, ze stojącym woźnicą, siedzącym pasażerem
- currus arcuatus – wóz używany przez flaminów, kryty od góry suknem rozpinanym na pałąkach
- currus falcatus – rydwan wojenny wyposażony w kosy (falces), umieszczone po obu stronach osi kół i przy dyszlu
- currus triumphalis – kwadryga zwycięskiego wodza używana podczas jego triumfu w Rzymie, o kształcie zaokrąglonym, bogato zdobiona, zaprzężona w białe konie